# Distretto di Kokoyah
Il distretto di Kokoyah è un distretto della Liberia facente parte della contea di Bong.